# HD 231701 b
HD 231701 b és un planeta extrasolar situat a aproximadament 354 anys llum en la constel·lació de la Sageta. Aquest planeta orbita a 0,55 ua de l'estrella HD 231701 amb una excentricitat de 0,19. Basant-se en la seva elevada massa d'1,08 MJ, el planeta és probablement un gegant gasós, el que significa que el planeta no deu tenir una superfície sòlida, de manera semblant a com passa amb els planetes externs.